# Родріго Кордеро
Родріго Кордеро (ісп. Rodrigo Cordero, нар. 4 грудня 1973) — костариканський футболіст, що грав на позиції флангового півзахисника.
Виступав за низку місцевих клубів, а також національну збірну Коста-Рики, з якою був учасником Кубка Америки 2001 року та чемпіонаті світу 2002 року.

## Клубна кар'єра
У дорослому футболі дебютував 1995 року виступами за команду «Алахуеленсе». У 1996 році він вперше став чемпіоном Коста-Рики, а також виграв Клубний кубок УНКАФ. Через рік він знову став чемпіоном країни.
1997 року недовго пограв за «Кармеліту», після чого став гравцем «Ередіано», до складу якого приєднався 1998 року. Відіграв за цю костариканську команду наступні шість сезонів своєї ігрової кар'єри.
В подальшому по сезону грав за «Брухас», «Картагінес», «Перес Селедон», «Пунтаренас», а з 2008 по 2010 рік грав за «Рамоненсе».
Завершив професійну ігрову кар'єру у клубі «Барріо Мехіко», за який виступав протягом 2010—2011 років.

## Виступи за збірну
21 червня 2000 року дебютував в офіційних іграх у складі національної збірної Коста-Рики в товариському матчі проти Парагваю (0:1).
У складі збірної був учасником розіграшу Кубка Америки 2001 року у Колумбії, а також чемпіонату світу 2002 року в Японії і Південній Кореї. Проте він був резервним гравцем на цих турнірах і не зіграв на них жодного матчу.
У 2003 році виграв свій єдиний трофей зі збірною — Центральноамериканський кубок.
Всього протягом кар'єри у національній команді, яка тривала 5 років, провів у формі головної команди країни 34 матчі, забивши 1 гол.

## Досягнення
- Переможець Ігор Центральної Америки та Карибського басейну: 1993
- Чемпіон Коста-Рики (2): 1995/96, 1996/97
- Переможець Кубка центральноамериканських націй: 2003